# Jacob Kerlin McKenty
Jacob Kerlin McKenty (* 19. Januar 1827 in Douglassville, Berks County, Pennsylvania; † 3. Januar 1866 ebenda) war ein US-amerikanischer Politiker. In den Jahren 1860 und 1861 vertrat er den Bundesstaat Pennsylvania im US-Repräsentantenhaus.

## Werdegang
Jacob McKenty besuchte bis 1848 das Yale College. Nach einem anschließenden Jurastudium an der gleichen Anstalt und seiner 1851 erfolgten Zulassung als Rechtsanwalt begann er in Reading in diesem Beruf zu arbeiten. Zwischen 1856 und 1858 war er Staatsanwalt im Berks County. Politisch schloss er sich der Demokratischen Partei an.
Nach dem Tod des Abgeordneten John Schwartz wurde McKenty bei der fälligen Nachwahl für den achten Sitz von Pennsylvania als dessen Nachfolger in das US-Repräsentantenhaus in Washington, D.C. gewählt, wo er am 3. Dezember 1860 sein neues Mandat antrat. Da er sich bei den regulären Kongresswahlen des Jahres 1860 nicht zur Wiederwahl stellte, konnte er bis zum 3. März 1861 nur die laufende Legislaturperiode im Kongress beenden. Diese war von den Ereignissen im unmittelbaren Vorfeld des Bürgerkrieges geprägt.
In den Jahren 1862 und 1864 strebte McKenty erfolglos die Nominierung seiner Partei für die jeweiligen Kongresswahlen an. Ansonsten praktizierte er wieder als Anwalt. Er starb am 3. Januar 1866 in seinem Geburtsort Douglassville.